# Hartmann Lauterbacher
Hartmann Lauterbacher (Reutte, 24 mei 1909 - Seebruck am Chiemsee, 12 april 1988) was een Stabsführer en plaatsvervangend Reichsjugendführer  (Rijksjeugdleider) van de Hitlerjugend, nationaalsocialistische gouwleider van Zuid-Hannover-Brunswijk, Oberpräsident van de provincie Hannover en SS-Obergruppenführer (luitenant-generaal). Vanaf 1951 werkte hij voor de Organisatie Gehlen, en later tot 1963 voor de Bundesnachrichtendienst.

## Leven
Op 24 mei 1909 werd Hartmann Lauterbacher in Reutte geboren. Zijn ouders waren Dr. med. vet. Paul Lauterbacher (geboren 3 juni 1868, Berndorf, Salzburg - juni 1927), een Kaiserlich und königlich (k.u.k.) dierenarts en diens vrouw Josefine Lauterbacher (geboren als Josefine Gaile op 14 februari 1879 Kißlegg / Allgäu). Lauterbacher ging naar de basisschool en het gymnasium in Kufstein. Na het gymnasium volgde hij een opleiding tot drogist. Hij had een broer, Hans Lauterbacher (1918-1955), hij was een HJ-Hauptbannführer in de Hitlerjugend.

### Carrière in de HJ en de NSDAP
Op het gymnasium sloot Lauterbacher zich al bij de nationaalsocialisten aan. In 1923 als 14-jarige, richtte hij in Kufstein de eerste Ortsgruppe der Deutschen Jugend (DJ) in Oostenrijk op. Hij organiseerde een herdenkingsdienst voor Albert Leo Schlageter. In 1925 nam Lauterbacher de leiding over de DJ over, en hevelde die in 1927 naar de Hitlerjugend (HJ) over. Volgens zijn eigen verklaring ontmoette hij als 16-jarige Adolf Hitler voor het eerst op 19 april 1925 in Rosenheim. Volgens een andere bron was hij te gast op het verjaardagsfeestje van Hitler op 20 april 1925. In 1927 ging Lauterbacher naar Braunschweig om te studeren aan de plaatselijke academie voor drogisterij. Hetzelfde jaar werd Lauterbacher lid van de NSDAP. Vanaf 1929 bouwde hij de HJ van de gouw Süd-Hannover-Braunschweig verder op. In 1930 werd hij voltijd HJ-Gauführer (vrije vertaling: HJ-Gouwleider). Tot 1932 richtte hij tien HJ-Bezirken,  31 Gefolgschaften  (onderafdelingen van de HJ), en 93 Scharen in Nedersaksen op. Het aantal leden van de Hitlerjugend in de gouw groeide tussen maart 1930 en eind 1931 van 98 naar 2500, en in 1932 waren dat er al 4000. Zijn organisatietalent zorgde ervoor dat Lauterbacher snel carrière maakte. Op 10 april 1932 werd hij tot HJ-Gebietsführer (vergelijkbaar met een generaal-majoor) in Westfalen-Niederrhein benoemd. Daarna werd hij op 5 juli 1933 tot Obergebietsführer West (vergelijkbaar met een luitenant-generaal) benoemd, en op 22 mei 1934 volgde zijn benoeming tot HJ-Stabsführer (vergelijkbaar met een kolonel-generaal) en plaatsvervanger van de Rijksjeugdleider Baldur von Schirach. Op 11 december 1935 trouwde Lauterbacher met de BDM sportleraar Margarete Grete Oligschläger (geboren 18 januari 1911 te Dülken) met Joseph Goebbels als zijn trouwgetuige. Lauterbacher werd vader van drie kinderen (twee zonen geboren in 1936 en 1939, en een dochter in 1937.
Lauterbacher ging op talrijke dienstreizen naar het buitenland, onder andere naar Nederland, België, Roemenië, Hongarije, Portugal en Spanje. In Italië had hij in 1934 een ontmoeting met functionarissen van de fascistische Opera Nazionale Balilla (ONB), het voorbeeld voor de HJ. Hij leerde ook de academie van ONB kennen. In navolging van hun voorbeeld werd kort daarna in Brunswijk de Akademie für Jugendführung (vrije vertaling: Academie voor Jeugdleiderschap) opgericht, waarin de leiders van de Hitlerjugend werden opgeleid. In 1937 was Lauterbacher hoofd van de delegatie, die met de gezamenlijke leiderschap van de HJ naar de wereldtentoonstelling in Parijs reisde. In hetzelfde jaar bezocht hij in het Verenigd Koninkrijk de  eliteschool Eton College, en de militaire academie in Aldershot. Het hoogtepunt van de reis was een ontmoeting met Robert Baden-Powell, de oprichter van de padvinderij. Na zijn terugkeer uit Engeland, was Lauterbacher bij de oprichting van de BDM-werk „Glaube und Schönheit“ (vrije vertaling: „Geloof en Schoonheid“) voor de 17- tot 21-jarige meisjes betrokken.
In de daaropvolgende jaren verenigde Lauterbacher talrijke ambten, titels en functies in zijn persoon. Op 29 maart 1936 werd hij lid van de Rijksdag. In 1937 volgde zijn benoeming tot Pruisische referendaris.

### Tweede wereldoorlog
Op 9 november 1940 werd hij lid van de SS en werd meteen als SS-Brigadeführer ingeschaald. In mei 1940 volbracht Lauterbacher, zoals toen voor partijleiders gebruikelijk was, een korte militaire dienst bij de Leibstandarte SS Adolf Hitler. Gedurende zijn diensttijd kreeg hij een auto-ongeluk, met blijvende knieblessure tot gevolg.
In augustus 1940 verliet Lauterbacher het leiderschap van de HJ, en werd plaatsvervangend gouwleider van Südhannover-Braunschweig. Op 2 december 1940 werd hij tot gouwleider en gevolmachtigd voor de Arbeitseinsatz benoemd. De voorganger van Lauterbacher was Bernhard Rust, die sinds 1934 de Rijksminister van Onderwijs was, en daardoor zelden in Hannover was. Met zijn 31 jaar was Lauterbacher de jongste gouwleider. In hetzelfde jaar kreeg hij de titel van Ehrenführer der Akademie für Jugendführung in Brunswijk.
In januari 1934 werd Lauterbacher tot lid van de staatsraad van Pruisen benoemd. In april 1941 volgde hij de SA-Stabschef Viktor Lutze als Oberpräsident  (eerste president) van de Pruisische provincie Hannover op. Op 20 april 1941 werd Lauterbacher tot SS-Gruppenführer bevorderd. In november 1942 werd Lauterbacher tot Reichsverteidigungskommissar  (Rijksverdedigingscommissaris) benoemd. Op 21 december 1943 werd Lauterbacher  op voordracht van de Rijksminister Dr. Goebbels tot Reichsinspekteur für alle Luftschutzmassnahmen (vrije vertaling: Rijksinspecteur voor alle Luchtbeschermingsmaatregelen) benoemd, dit vanwege de ligging van zijn gouw, met het industriële hart van Duitsland en daarom een belangrijk doelwit van geallieerde luchtaanvallen. Op 30 januari 1944 werd hij tot SS-Obergruppenführer bevorderd. Lauterbacher werd in januari 1944 meteen aan de Persönlicher Stab Reichsführer-SS toegevoegd, en bleef daar tot november 1944 deel van uit maken.

### „Actie Lauterbacher“
In september 1941 organiseerde Lauterbacher de gettovorming van de Joden in Hannover. Ongeveer 1200 Joden werd uit hun woningen verdreven en onder rampzalige levensomstandigheden in zogenaamde 15 „Judenhäusern“  (vrije vertaling: Jodenhuizen) ondergebracht. Deze "Actie Lauterbacher" vormde de voorbereidende fase van de deportatie van de Hannoverse Joden naar de vernietigingskampen, die in december 1941 begon.
Tijdens de oorlog onderscheidde Lauterbacher zich als een fanatieke nationaalsocialist. Op 4 april 1945, enige dagen voordat de geallieerde troepen de stad bereikten, verkondigde hij over de radio en kranten de oproep om te blijven doorvechten en vol te houden. Onder de kop "Lieber tot als Sklav" (Liever dood dan slaaf) zei hij o.a.: "...wer weiße Fahnen hißt und sich kampflos ergibt, ist des Todes" ("... wie de witte vlag hijst en zich zonder te vechten overgeeft, is doods").
Lauterbacher vluchtte liever zelf. Op 8 april 1945 liet hij zijn auto met 1,78 miljoen sigaretten volladen, en ging als handelsagent vermomd richting het Harz te Hahnenklee. Vandaar vluchtte hij verder naar het zuiden. Hij zou het einde van de oorlog in Bad Gastein bij Salzburg hebben meegemaakt. Op 12 juni meldde de Neue Hannoversche Kurier dat Britse commando's hem in Karinthië hadden gearresteerd.

## Na de oorlog
Na de oorlog begon justitie in totaal acht processen tegen Lauterbacher, waarvan enkele wegens misdaden tegen de menselijkheid. Hij werd echter niet veroordeeld. Begin juli 1946 sprak de Britse hogere militaire rechtbank in Hannover hem vrij van de aanklacht dat hij begin april 1945 de moord op Duitse en geallieerde gevangenen in de gevangenis van Hamelen zou hebben bevolen. In augustus 1947 begon in het interneringskamp Dachau nog een proces tegen Lauterbacher. Deze keer ging het om een bevel van september 1944, waarin hij het het doodschieten van Amerikaanse vliegers die boven Goslar neergeschoten waren zou hebben bevolen. In oktober 1947 eindigde ook dit proces in een vrijspraak. De Duitse justitie, die, vertegenwoordigd door het Openbaar Ministerie in Hannover, reeds in 1947 een procedure begonnen was, die gevolgd werd door vooronderzoeken in München en Hannover, stelde zich tevreden met het beëindigen van het onderzoek vanwege verjaring; de procedure uit 1947 werd pas twaalf jaar later stopgezet na een “grondig onderzoek”.
In de processen in Neurenberg trad Lauterbacher als getuige voor zijn voormalige chef en Rijksjeugdleider, Baldur von Schirach op.
Lauterbacher die sinds het einde van de oorlog in het Kamp Sandbostel bij Bremervörde geïnterneerd was, kon op 25 februari 1948 onder onverklaarde omstandigheden vluchten. De Braunschweiger Zeitung berichtte van documenten van de Amerikaanse geheime dienst, waaruit zou blijken dat het Antikommunistische Front achter deze actie zat; een organisatie van hoge Wehrmacht- en SS-officieren. Naar verluidt had Lauterbacher op dat moment al connecties met de Amerikaanse geheime dienst Counter Intelligence Corps (CIC). In Hongarije zou hij met ondersteuning van de Amerikanen de NAESZ hebben opgericht, een "internationale antibolsjewistische organisatie". Later dook hij in Rome onder de naam "Bauer" onder. Hij werkte - blijkbaar namens de geallieerde inlichtingendiensten - in een kring van helpers die beschuldigde personen langs de zogenaamde Rattenlijn, zoals de "Vaticaanroute", van voormalige fascistische staten naar Zuid-Amerika of het Midden-Oosten brachten. Lauterbacher benutte in de latere jaren zijn buitenlandse contacten, die hij als HJ-functionaris voor de oorlog aangeknoopt had. In april 1950 werd hij door de Italianen gearresteerd en als "vervelende buitenlander" naar het kamp Le Fraschette bij Rome gebracht, vanwaar hij na enkele maanden in december 1950 kon vluchten. Ook hier hielpen zijn goede contacten met voormalige nationaalsocialistische activisten hem. Deze keer wist hij met de hulp van Zuid-Tiroolse nationaalsocialisten naar Oostenrijk en Duitsland te vluchten.
Toen in 1951 het valse bericht van zijn ontsnapping naar Argentinië door de Gehlen-organisatie werd gelanceerd, was Lauterbach al in hun dienst. De Gehlen-organisatie had hem sinds 1950 onder het registratienummer V-6300 geregistreerd. In minstens één geval is bewezen dat de samenwerking tussen Lauterbacher en zijn Zuid-Tiroolse vluchthelpers zich uitstrekte tot zijn tijd bij de BND. De SS-Untersturmführer Otto Casagrande, een lid van de organisatie die personen bijstond bij het ontsnappen, stond met het registratienummer V-6301 vermeld als de eerste werknemer van Lauterbacher van 1951 tot 1953. Lauterbacher zelf bleef langer bij de Gehlen-organisatie. Hij woonde in verschillende steden zoals München en West-Berlijn. Na de oprichting van de Bundesnachrichtendienst (BND) werkte hij ook tot 1963 voor de BND, onder meer als afdelingshoofd. Een van zijn taken zou geweest zijn, om te infiltreren in de Freie Deutsche Jugend (FDJ) met de hulp van voormalige HJ-leiders. Rond 1954 zou hij "nieuwe papieren in Sleeswijk-Holstein" hebben gekregen. Het gezin van Lauterbacher woonde in Salem (Sleeswijk-Holstein). Hij zou voor het bedrijf Labora van zijn broer in München hebben gewerkt, een distributeur van industriële producten in het buitenland. Toen er intensiever onderzoek werd gedaan, ging Lauterbacher weer ondergronds. In 1960 meldde Der Spiegel dat Lauterbacher eigenaar van Labora was, en zich had ontwikkeld tot een expert in zaken in het Midden-Oosten. Hij verkocht onder meer advertentieruimte aan Europese bedrijven die langs het Suezkanaal kwamen. Volgens een eerdere presentatie van het tijdschrift werkte Lauterbacher in de jaren vijftig als contactpersoon voor de Bundesnachrichtendienst (BND). Namens BND-chef Reinhard Gehlen zou hij voormalige SS-leiders gerekruteerd hebben, die voor de Arabische geheime diensten in het Midden-Oosten gingen werken. De CIA maakte zich zorgen over Lauterbacher. In een Amerikaans rapport werd gezegd dat Lauterbacher voor een oosterse geheime dienst werkte, en homoseksueel was, en daarom voor chantage openstond. In 1965 beëindigde de BND de samenwerking.
In 1965 adviseerde Lauterbacher de regering in Ghana, later werkte hij voor verschillende Arabische en Afrikaanse landen. Hij zou tot halverwege de jaren zeventig voor een reclamebureau in Dortmund hebben gewerkt. Tussen 1977 en 1979 was de voormalige gouwleider de officiële adviseur van de sultan van Oman, Qaboes bin Said Al Said, over jeugdzaken. Hij woonde aansluitend in Marokko, en in 1981 vestigde hij zich in Oostenrijk.
In 1984 publiceerde Lauterbacher zijn biografie onder de titel Erlebt und Mitgestaltet, een typisch voorbeeld van de rechtvaardigingsliteratuur van de nazi-beschuldigingen van het middenniveau. Uit zijn biografie blijkt dat hij er na de oorlog nooit in is geslaagd zich los te maken van zijn rol in het nationaalsocialisme. Hij verdedigde de misdaden tegen de Joden. In 1947 verklaarde hij: "Ik ben van mening dat het jodendom ons de oorlog heeft verklaard (...)." Zijn leven na 1945 werd gekenmerkt door clusters en ondoorzichtige verbindingen met de geheime diensten met wisselende loyaliteiten. De laatste jaren van zijn leven bracht hij in Duitsland zeer teruggetrokken door; alleen zijn overlijdensakte bewijst dat hij in Seebruck am Chiemsee stierf.
In 2014 gaf de Federale Inlichtingendienst pas toe dat Lauterbacher als voltijdse werknemer onder de codenaam "Leonhard" tewerkgesteld was. Op verzoek is in 2014 ook het personeelsdossier ter inzage gelegd bij Spiegel.

## Carrière
Lauterbacher bekleedde verschillende rangen in zowel de Sturmabteilung als Allgemeine-SS. De volgende tabel laat zien dat de bevorderingen niet synchroon liepen.
| Datum                                                        | Sturmabteilung       | Hitlerjugend                                                               | Allgemeine-SS                  | NSDAP               |
| ------------------------------------------------------------ | -------------------- | -------------------------------------------------------------------------- | ------------------------------ | ------------------- |
| 1 februari 1930                                              | —                    | Bezirksführer der HJ                                                       | —                              | —                   |
| 1 maart 1933 - 21 maart 1930                                 | —                    | Gauführer der HJ                                                           | —                              | —                   |
| 26 maart 1933 - 10 april 1932 (vanwege verdienste bevorderd) | —                    | HJ-Gebietsführer                                                           | —                              | —                   |
| 5 juli 1933 - 26 mei 1933                                    | —                    | HJ-Obergebietsführer                                                       | —                              | —                   |
| 22 mei 1934                                                  | —                    | Stabsführer der Reichsjugendführung en Stellvertretende Reichsjugendführer | —                              | —                   |
| 9 november 1937                                              | SA-Brigadeführer     | —                                                                          | —                              | —                   |
| 20 april 1940                                                | SA-Gruppenführer     | —                                                                          | —                              | —                   |
| 26 mei 1940                                                  | —                    | —                                                                          | SS-Oberscharführer der Reserve | —                   |
| 2 augustus 1940                                              | —                    | —                                                                          | SS-Mann                        | —                   |
| 2 augustus 1940 - 9 november 1940                            | —                    | —                                                                          | SS-Brigadeführer               | —                   |
| 8 december 1940                                              | —                    | —                                                                          | —                              | Gauleiter der NSDAP |
| 20 april 1941                                                | —                    | —                                                                          | SS-Gruppenführer               | —                   |
| 30 januari 1944                                              | —                    | —                                                                          | SS-Obergruppenführer           | —                   |
| 20 april 1944                                                | SA-Obergruppenführer | —                                                                          | —                              | —                   |

## Lidmaatschapsnummers
- NSDAP-nr.: 81 603 (lid geworden 13 oktober 1927[17], Andere bron vermeldt: 13 september 1927[9][19])
- SS-nr.: 382 406 (lid geworden 9 november 1940[4][17][19])

## Onderscheidingen
Selectie:
- Gouden Ereteken van de NSDAP[7][13] (nr.81603[17]) in 1934[2]
- Insigne van de SA bijeenkomst bij Brunswijk 1931 in 1931[7]
- Gouden Ereteken van de Hitlerjeugd (onderscheidingsnummer: 1[13][2]) op 26 mei 1933[2], andere bronnen vermelden in 1934[4][7]
- HJ-Führerausweis nr. 1 in 1934[4]
- Duits Olympisch Ereteken, 1e Klasse in 1936[7][2]
- SA-Ehrendolch
- Grootkruis in de Orde van de Italiaanse Kroon[2]
- Grootkruis in de Orde met Kruis en Pijlen[2]
- Gewondeninsigne 1939 in zwart in december 1944[7]
- Gouden Ereteken van de Hitlerjeugd met Eikenloof[2] op 26 mei 1933[21]